# 828 Lindemannia
828 Lindemannia је астероид главног астероидног појаса са пречником од приближно 53,39 .
Афел астероида је на удаљености од 3,298 астрономских јединица (АЈ) од Сунца, а перихел на 3,083 АЈ. 
Ексцентрицитет орбите износи 0,033, инклинација (нагиб) орбите у односу на раван еклиптике 1,132 степени, а орбитални период износи 2082,467 дана (5,701 година). 
Апсолутна магнитуда астероида је 10,33 а геометријски албедо 0,045.
Астероид је откривен 29. августа 1916. године.